# Pluto (fiktivní postava)

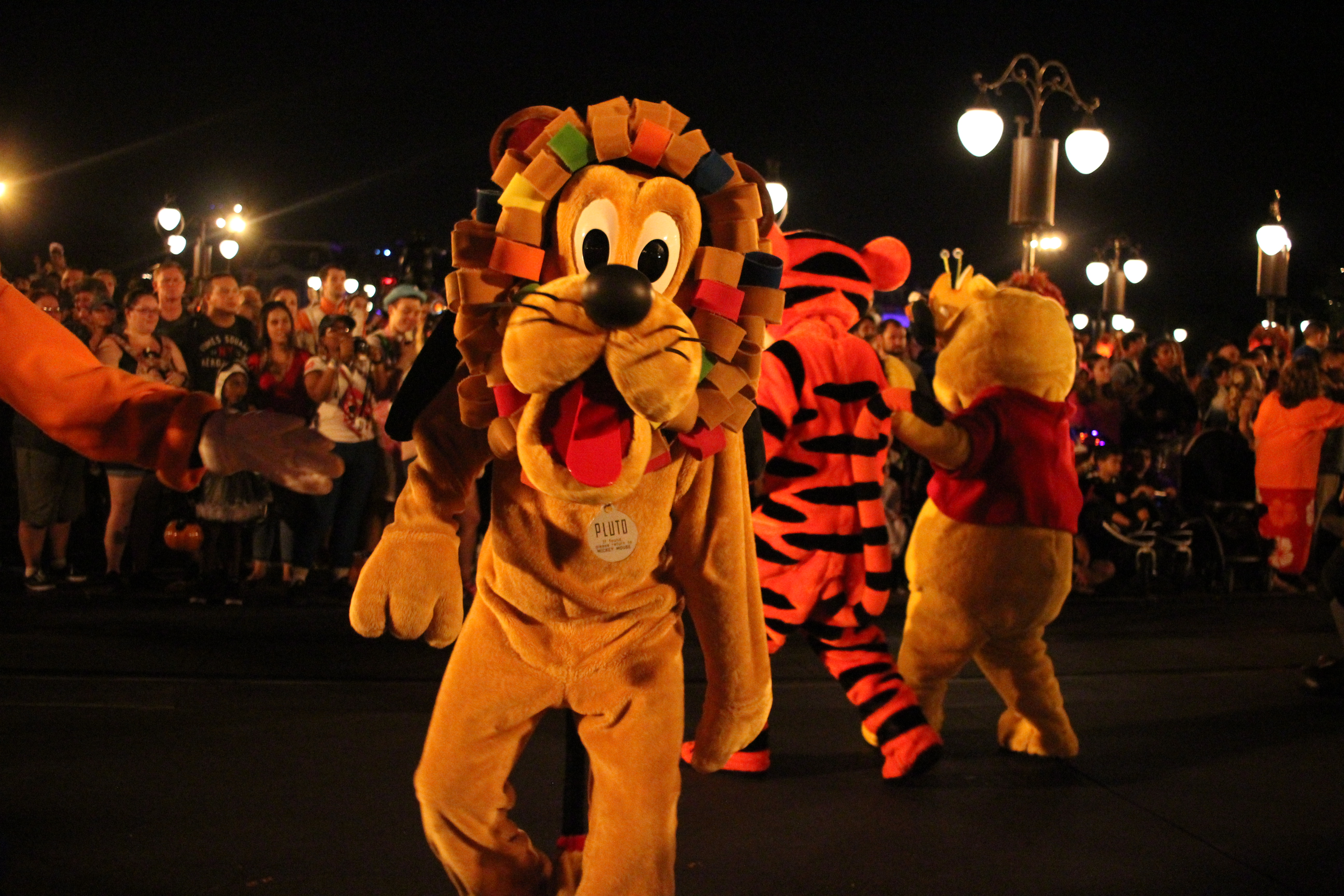
Pluto jako velký plyšák

Pluto (také Pluto the Pup) je fiktivní animovaná postava, kterou vytvořil Walt Disney. Jedná se o žlutého psa plemene bloodhound, který je průvodcem myšáka Mickeyho. Poprvé se objevil ve filmu The Chain Gang natočeném v roce 1930 a dostal název podle planety Pluto, která byla objevena ve stejném roce. Od jiného disneyovského psa Goofyho se liší nižší mírou antropomorfizace: nemá oblečení a nemluví. Postavu namluvili Pinto Colvig a Bill Farmer.